# Boerenkool
Boerenkool oppure boerenkoolstamppot è un piatto della tradizionale cucina olandese. La preparazione e gli ingredienti sono simili alla "stoemp" belga, ma il tipo di salsiccia che viene usata è diversa. Infatti si usa una salsiccia affumicata che viene bollita in acqua, mentre la stoemp usa una salsiccia non affumicata che viene grigliata.

## Ingredienti
Gli ingredienti principali sono patate, boerenkool (una specie di cavolo riccio, letteralmente 'cavolo del contadino'), salsiccia affumicata, pancetta, sale, pepe e un po' di latte.
Tradizionalmente, la boerenkool usata nel piatto, dato che è una verdura invernale, viene considerata pronta per essere colta dopo la prima notte di gelo.
Spesso il piatto viene mangiato anche con l'aggiunta di una salsa a base di carne chiamata jus, simile all'inglese gravy. In alternativa si può aggiungere il burro o anche della senape. Varianti moderne prevedono anche l'uso di cetriolini o cipolline in agrodolce nel piatto, per contrastarne la pesantezza causata dalla salsiccia e la pancetta in combinazione con le patate.

## Diffusione
In altre zone dei Paesi Bassi il piatto può essere trovato anche con denominazione mous (nella provincia settentrionale del Groningen) oppure moos (nella parte orientale vicino alla Germania). Come tipologia di piatto, la boerenkool fa parte dei vari tipi di stamppot.